# Минаев, Евгений Гаврилович
Евгений Гаврилович Минаев (21 мая 1933, Клин, Московская область — 8 декабря 1993, Клин, Московская область) — советский тяжелоатлет, олимпийский чемпион (1960), двукратный чемпион мира (1957, 1962), заслуженный мастер спорта СССР (1957).

## Спортивная карьера
| Международные соревнования |              |                  |                              |           |                       |
| Год                        | Соревнование | Место проведения | Результат                    | Сумма, кг | Жим + рывок + толчок  |
| 1956                       | ОИ           | Мельбурн         | 2-е место                    | 342,5     | 115 + 100 + 127,5     |
| 1957                       | ЧМ           | Тегеран          | чемпион                      | 362,5     | 117,5 + 105 + 140     |
| 1958                       | ЧМ (ЧЕ)      | Стокгольм        | 2-е место (ЧМ), чемпион (ЧЕ) | 362,5     | 117,5 + 110 + 135     |
| 1960                       | ОИ           | Рим              | чемпион                      | 372,5     | 120 + 110 + 142,5     |
| 1960                       | ЧЕ           | Милан            | чемпион                      | 360       | 115 + 107,5 + 137,5   |
| 1961                       | ЧМ (ЧЕ)      | Вена             | 2-е место                    | 357,5     | 117,5 + 107,5 + 132,5 |
| 1962                       | ЧМ (ЧЕ)      | Будапешт         | чемпион                      | 362,5     | 117,5 + 107,5 + 137,5 |
| Чемпионаты СССР            |              |                  |                              |           |                       |
| Год                        | Соревнование | Место проведения | Результат                    | Сумма, кг | Жим + рывок + толчок  |
| 1957                       |              | Львов            | чемпион                      | 357,5     | 115 + 105 + 137,5     |
| 1958                       |              | Сталино          | чемпион                      | 355       | 115 + 105 + 135       |
| 1959                       |              | Москва           | чемпион                      | 355       | 115 + 105 + 135       |
| 1961                       |              | Днепропетровск   | чемпион                      | 365       | 120 + 110 + 135       |
| 1963                       |              | Москва           | чемпион                      | 365       | 120 + 107,5 + 137,5   |
| 1965                       |              | Ереван           | чемпион                      | 365       | 115 + 110 + 140       |
| 1966                       |              | Новосибирск      | чемпион                      | 357,5     | 115 + 105 + 137,5     |

Чемпион Спартакиады дружественных армий 1958.
В 1956—1961 годах установил 10 мировых рекордов и 15 рекордов СССР.

## Награды
- Орден «Знак Почёта» (16.09.1960) — за успешные выступления в XVII летних и VIII зимних Олимпийских играх 1960 года, а также за выдающиеся спортивные достижения[1]
- Медаль «За трудовое отличие» (27.04.1957) — «за успехи, достигнутые в деле развития массового физкультурного движения в стране, повышения мастерства советских спортсменов, и успешное выступление на международных соревнованиях»